# 齐齐克妣吉
齐齐克妣吉（羅馬化：Tsetseg beij，又作栖栖克、彻彻克、阿勒坦妣吉等），15世纪蒙古汗国瓦剌部首领也先之女。
父亲也先曾与岱总汗脱脱不花及其弟阿噶巴尔济联合对抗阿鲁台与阿台，故双方政治联姻，齐齐克被嫁与阿噶巴尔济之子哈剌苦出为妻。后其父也先与脱脱不花兄弟决裂，景泰三年（1452年）脱脱不花兄弟先后被也先击败，哈剌苦出也在逃亡途中遇害。齐齐克则被羁留在瓦剌，反抗父命而不嫁他人。当时她已怀有身孕，后产下哈剌苦出的遗腹子巴彦蒙克，并保护他躲过了也先的迫害。后依靠也先祖母萨穆尔太后的帮助，巴彦蒙克被送至兀良哈少师呼图克图处抚养。巴彦蒙克之子巴图蒙克后来继承了蒙古汗位。